# الحياة قبل أعينها
الحياة قبل أعينها هو فيلم من نوع مقتبس ‏ وإثارة ودراما أُصدر في 2007. الفيلم من إنتاج 2929 Entertainment ‏، ومن توزيع ماغنوليا بيكتشرز، وهو من إخراج Vadim Perelman ‏. من تأليف Laura Kasischke ‏.
ديانا (أوما ثيرمان) سيدةٌ ناضجةٌ وزوجةٌ وأمٌ لطفلةٍ بريئةٍ، تطاردها ذكريات تتعلق بحياتها أثناء فترة الدراسة والمراهقة. في فترة المراهقة كانت تقع في مشاكل كثيرة، تارةً بسبب حملها وتارةً بسبب مشاكلها النفسية. ديانا كانت لها صديقة تُدعى مورين (إيفا أموري مارتينو). مورين تمثل النقيض لديانا حيث إنها متزنة وعاقلة. في يومٍ من الأيام اقتحم طالب المدرسة وهو يحمل السلاح وبدأ في إطلاق النار بطريقةٍ عشوائيةٍ على الطلاب. في ذلك الوقت كانت ديانا ومورين في دورة المياه وإذ فجأةً يقتحم هذا الشاب الحمام ويطلب من مورين وديانا اختيار من منهما تُقتل ومن منهما ستعيش، ومن هنا تبدأ الأحداثلا تستطيع ديانا ماكفي (إيفان راشيل وود) ، الخيالية والمندفعة والبرية، أن تنتظر حتى تبدأ حياتها البالغة.  أثناء انتظارها للأيام الأخيرة من المدرسة الثانوية في فصل الربيع الخصب، تختبر ديانا حدودها مع الجنس والمخدرات بينما تشاهد صديقتها الأكثر تحفظًا مورين (إيفا أموري) بقلق.  ثم يتورط الشابان في حادثة إطلاق نار شبيهة بحادث إطلاق نار في مدرستهما على غرار كولومبين ويضطران إلى اتخاذ خيار مستحيل.
يركز الفيلم في الغالب على مرحلة البلوغ لديانا (أوما ثورمان).  إنها تعيش حياة طبيعية على ما يبدو كأستاذة جامعية في تاريخ الفن.  لديها ابنة، إيما (غابرييل برينان) ، وهي متزوجة من الأستاذ الذي ألقى خطابًا ذات مرة في مدرستها حول قوة التصور، وكيف يمكن للمرء أن يشكل مستقبله بهذه الطريقة.  ومع ذلك، لا تزال ديانا تشعر بالذنب حيال شيء لا يسمح لها بالنوم.
ذات يوم تتلقى مكالمة من مدرسة إيما، حيث تشتكي الراهبات اللائي يديرن المدرسة من سلوك إيما.  في محل لبيع البوظة، تطلب ديانا من إيما ألا تختبئ بعد الآن كما تفعل دائمًا؛  تستجيب إيما لتوبيخ والدتها بادعاء أن ديانا تكرهها.  يغادرون الصالون فجأة وبينما هم على وشك ركوب السيارة، ترى ديانا زوجها مع امرأة أخرى.  تتردد في مواجهته وبدلاً من ذلك بقيت في منتصف الشارع حيث صدمتها شاحنة صغيرة.  في طريقها إلى المستشفى تخيلت أن الدم يتسرب من جسدها.  في الواقع، لم تتأذى من الحادث.  بدلاً من ذلك، تتذكر ديانا المضاعفات التي عانت منها بعد الإجهاض في أيام دراستها الثانوية.
في يوم الذكرى الخامسة عشرة لإطلاق النار، يقام نصب تذكاري في المدرسة.  تقود ديانا السيارة أمام المدرسة عدة مرات حتى قررت أخيرًا التوقف وإحضار بعض الزهور.  عندما دخلت المدرسة، سألتها عما إذا كانت واحدة من الناجيات.  تبتسم وتمشي في الداخل، تاركة الزهور في البداية على بعض المكاتب ثم تنتقل إلى غرف الاستراحة حيث وقعت إحدى حوادث إطلاق النار.  في تلك اللحظة تتلقى مكالمة من مدرسة إيما تخبرها أن ابنتها مفقودة وأنه تم العثور على قطعة ملابس وردية اللون في الغابة.  تقود سيارتها هناك وتتجول في الغابة وتصرخ باسم ابنتها.  تظهر إيما أمام عيني ديانا للحظة ثم تختفي بمجرد ظهورها.
تم الكشف عما حدث قبل خمسة عشر عامًا في الحمام حيث تركت ديانا الزهور.  أُجبرت هي ومورين على تحديد من سينجو عندما واجهه مطلق النار مايكل باتريك (جون ماجارو).  على الرغم من أن مورين عرضت نفسها أولاً، تساءل مطلق النار عن سبب عدم موت ديانا.  ردا على ذلك، وافقت ديانا على القتل وأطلق عليها مايكل النار، ثم قتل نفسه.  في تلك اللحظة، حلمت ديانا بحياة البالغين التي اعتقدت أنها ستعيشها إذا تركت مورين تموت وكانت إيما هي الطفلة التي كانت ستنجبها إذا لم تخضع للإجهاض.
في الذكرى، سُئلت ديانا مرة أخرى عما إذا كانت ناجية.  تجيب «لا» بابتسامة، مع شعور بالارتياح لأنها فعلت الشيء الصحيح بموتها وجعل صديقتها تعيش حياتها.

## طاقم التمثيل
- أوما ثورمان
- بريتو كولين
- إيفان رايتشل وود
- إيفا أموري مارتينو
- مولي برايس [الإنجليزية]‏

## الإنتاج
موسيقى الفيلم التصويرية كانت من تأليف جيمس هورنر.

## وصلات خارجية
- الحياة قبل أعينها على موقع IMDb (الإنجليزية)
- الحياة قبل أعينها على موقع ميتاكريتيك (الإنجليزية)
- الحياة قبل أعينها على موقع روتن توميتوز (الإنجليزية)
- الحياة قبل أعينها على موقع نتفليكس (الإنجليزية)
- الحياة قبل أعينها على موقع قاعدة بيانات الأفلام العربية
- الحياة قبل أعينها على موقع ألو سيني (الفرنسية)
- الحياة قبل أعينها على موقع Turner Classic Movies (الإنجليزية)
- الحياة قبل أعينها على موقع أول موفي (الإنجليزية)
- الحياة قبل أعينها على موقع بوكس أوفيس موجو (الإنجليزية)
- الحياة قبل أعينها على موقع فيلمافينيتي (الإسبانية)